# Demétrio Gentúnio
Demétrio Gentúnio (em latim: Demetrius; em grego: Δημήτριος; romaniz.: Demḗtrios; em armênio: Դեմետ(ր); romaniz.: Demet(r)) foi um nobre armênio (nacarar) da família Gentúnio do século IV, ativo no reinado do rei Ársaces II (r. 350–368).

## Nome
Demétrio (em latim: Demetrius; Δημήτριος, Dēmḗtrios) é um nome de origem grega que significa "pertencente a Deméter". Foi citado em armênio como Demet(r)e (Դեմետ(ր), Demet(r)).

## Vida
Demétrio era naapetes (chefe) da família Gentúnio durante o reinado de Ársaces II (r. 350–368). Foi citado em 358, quando participou da embaixada do católico Narses I, o Grande a Constantinopla portando presentes ao imperador Constâncio II (r. 337–361).